# Пам'ятник Миколі Гоголю (Київ)
Пам'ятник Миколі Гоголю — пам'ятник на честь письменника Миколи Гоголя. Відкритий у м. Києві 1982 року, у рік 130-річчя з дня смерті письменника та 1500-річчя Києва. Знаходиться у місці сполучення Русанівської набережної і Русанівського бульвару.

## Історія
Вперше про створення в Києві пам'ятника українському письменнику Миколі Гоголю (1809—1852) почали говорити на початку 1907. Саме тоді Київська міська дума на одному зі своїх засідань порушила питання про зведення пам'ятника Т. Шевченка у зв'язку з круглими датами його смерті та народження. Професор медицини Імператорський університет Святого Володимира Імператорського університету св. Володимира Василь Чернов (і член Клубу російських націоналістів) заявив у своєму виступі, що мова має йти про встановлення пам'ятника Гоголю. Проте Міська дума ухвалила рішення виділити кошти на пам'ятник Шевченку у розмірі 500 рублів власних грошей.
20 березня 1909 (100-річний ювілей від дня народження Гоголя) відбулося засідання Міської думи, яка вирішила підтримати ініціативу Клубу російських націоналістів щодо встановлення пам'ятника Гоголю. Комітет зі збору коштів та спорудження пам'ятника очолив міський голова, а його заступником став голова Клубу російських націоналістів . Київське міське кредитне товариство перерахувало на адресу Комітету 500 рублів. Почали надходити пропозиції щодо місця встановлення пам'ятника М. Гоголю. Найзручнішим місцем називали сквери між вулицями Гоголівською та Столипінською (нині Олеся Гончара) та біля Міського театру. Однак початок Першої світової війни завадило реалізації проекту . У жовтні 1914 збір пожертв на пам'ятник припинено.
Лише в 1982 споруджений пам'ятник Гоголю на Русановському бульварі .